# Горчаков Петро Андрійович
Петро Андрійович Горчаков (нар. 23 листопада 1917, село Боринське Задонського повіту Воронезької губернії, тепер Липецького району Липецької області, Російська Федерація — 18 травня 2002, місто Москва) — радянський військово-політичний діяч, член Військової ради — начальник політуправління Прибалтійського військового округу, член Військової ради — начальник політуправління Ракетних військ стратегічного призначення СРСР, генерал-полковник (15.12.1972). Кандидат у члени ЦК КПРС у 1971—1986 роках. Депутат Верховної ради Латвійської РСР 7-го скликання. Депутат Верховної ради СРСР 8—11-го скликань. Герой Радянського Союзу (17.10.1943).

## Життєпис
Народився в селянській родині. Закінчив Боринську семирічну школу в 1933 році. З 1933 року працював плановиком автопарку Боринської машинно-тракторної станції, з лютого 1936 року — інспектор політосвіти Боринського районного відділу народної освіти, з травня 1936 року — завідувач відділу політнавчання і секретар Боринського районного комітету комсомолу (ВЛКСМ). У 1937 році закінчив Воронезьке відділення інституту заочного навчання партактиву.
У Червоній Армії з жовтня 1938 року. Перебував на політичній роботі у військах: з 1938 року — відповідальний секретар комсомольського бюро батальйону військ повітряного спостереження, оповіщення і зв'язку Забайкальського військового округу, з 1939 року — помічник із комсомольської роботи начальника політичного відділу спецчастин Читинського гарнізону.
Член ВКП(б) з 1939 року.
З 1940 року — інструктор із комсомольської роботи політичного відділу штабу Забайкальського військового округу. Потім служив відповідальним секретарем партійного бюро окремого батальйону військ повітряного спостереження, оповіщення і зв'язку Забайкальського військового округу. У травні 1941 року демобілізований.
У червні 1941 — завідувач відділом пропаганди і агітації Боринського районного комітету ВКП(б) Воронезької області.
Знову в Червоній армії з червня 1941 року. Учасник німецько-радянської війни з 29 червня 1941 року. Брав у бойових діях на схід від міста Бреста. Закінчив курси удосконалення політичного складу РСЧА Орловського військового округу в 1942 році.
У січні — травні 1942 року — відповідальний секретар партійного бюро 474-го стрілецького полку 6-ї гвардійської стрілецької дивізії, в травні — липні 1942 року — старший інструктор із пропаганди політичного відділу 6-ї гвардійської стрілецької дивізії. Воював на Брянському фронті. У березні 1942 року в районі міста Болхова (Орловська область) був поранений.
У липні 1942 — жовтні 1943 року — військовий комісар і заступник командира 1033-го стрілецького полку із політичної частини. Воював на Брянському (жовтень 1942 — березень 1943), Центральному (березень — жовтень 1943) і Воронезькому (жовтень 1943) фронтах. У лютому і липні 1943 року був поранений. 10 жовтня 1943 року в боях на річці Тетерів був важко поранений (четвертий раз за війну) і до січня 1944 року перебував у госпіталі.
За мужність і героїзм, проявлені в боях з німецько-фашистськими загарбниками, Указом Президії Верховної Ради СРСР від 17 жовтня 1943 року підполковнику Горчакову Петру Андрійовичу присвоєно звання Героя Радянського Союзу з врученням ордена Леніна і медалі «Золота Зірка».
У серпні 1944 року закінчив Вищі курси удосконалення політичного складу Червоної армії. У вересні 1944 — травні 1945 року — начальник політичного відділу 276-ї стрілецької дивізії 4-го Українського фронту.
У серпні 1945 — березні 1946 року — начальник політичного відділу Курсів удосконалення офіцерського складу піхоти Кубанського військового округу. Потім служив начальником політичного відділу 129-ї стрілецької дивізії (в Білоруському військовому окрузі) і начальником політичного відділу 2-ї окремої гвардійської стрілецької бригади (в Київському військовому окрузі). У 1949—1950 роках — начальник політичного відділу 4-го гвардійського стрілецького корпусу (в Ленінградському військовому окрузі; місто Таллінн, Естонія).
У вересні 1950 — листопаді 1956 року — начальник політичного відділу 5-ї армії (в Приморському і Далекосхідному військових округах; місто Ворошилов, нині місто Усурійськ Приморського краю).
У 1954 році заочно закінчив Військово-політичну академію імені Леніна.
У 1956—1959 роках служив старшим інспектором в Головному політичному управлінні Радянської армії і Військово-морського Флоту. У 1959—1962 роках — член Військової Ради — начальник політичного відділу 3-ї армії (в Групі радянських військ у Німеччині). У 1962—1965 роках — 1-й заступник начальника політичного управління Московського військового округу.
У травні 1965 — серпні 1970 року — член Військової ради — начальник політичного управління Прибалтійського військового округу (штаб — в місті Рига Латвійської РСР). У 1969 році закінчив Академічні курси при Військово-політичній академії імені Леніна.
У серпні 1970 — грудні 1985 року — член Військової ради — начальник політичного управління Ракетних військ стратегічного призначення СРСР.
У 1985—1987 роках — військовий консультант Групи генеральних інспекторів Міністерства оборони СРСР.
З листопада 1987 року — у відставці в місті Москві.
Помер 18 травня 2002 року. Похований на Кунцевському кладовищі в Москві.

## Військові звання
- Молодший політрук (20.04.1941)
- Політрук
- Старший політрук (майор) (6.11.1942)
- Підполковник (9.09.1943)
- Полковник (9.06.1949)
- Генерал-майор (8.08.1955)
- Генерал-лейтенант (7.05.1966)
- Генерал-полковник (15.12.1972)

## Нагороди
- Герой Радянського Союзу (17.10.1943)
- два ордени Леніна (17.10.1943, 21.02.1978)
- орден Жовтневої Революції (21.02.1974)
- два ордени Червоного Прапора (9.07.1943; 16.02.1982)
- три ордени Вітчизняної війни І ст. (22.02.1945; 15.06.1945; 11.03.1985)
- п'ять орденів Червоної Зірки (20.02.1943; 30.11.1954; 22.11.1967; 22.02.1968; 20.11.1987)
- орден «За службу Батьківщині в Збройних Силах СРСР» III ступеня (17.02.1976)
- орден «9 вересня 1944 року» I ст. з мечами (Болгарія)
- командорський хрест ордена Відродження Польщі ІV ст. (Польща)
- орден Червоного Прапора (Монголія)
- медаль «За бойові заслуги» (20.06.1949)
- медалі